# Maccaretolo
Maccaretolo (Macaràddel in dialetto bolognese settentrionale) è una frazione del comune di San Pietro in Casale, in Provincia di Bologna. È sito nella Bassa Bolognese, a 20 km da Bologna e 21 da Ferrara e conta 1 054 abitanti. È stato anticamente Comune autonomo (dal 1223). Il nome probabilmente deriva da macerie o macerazione e nell'origine era Macaretico. 

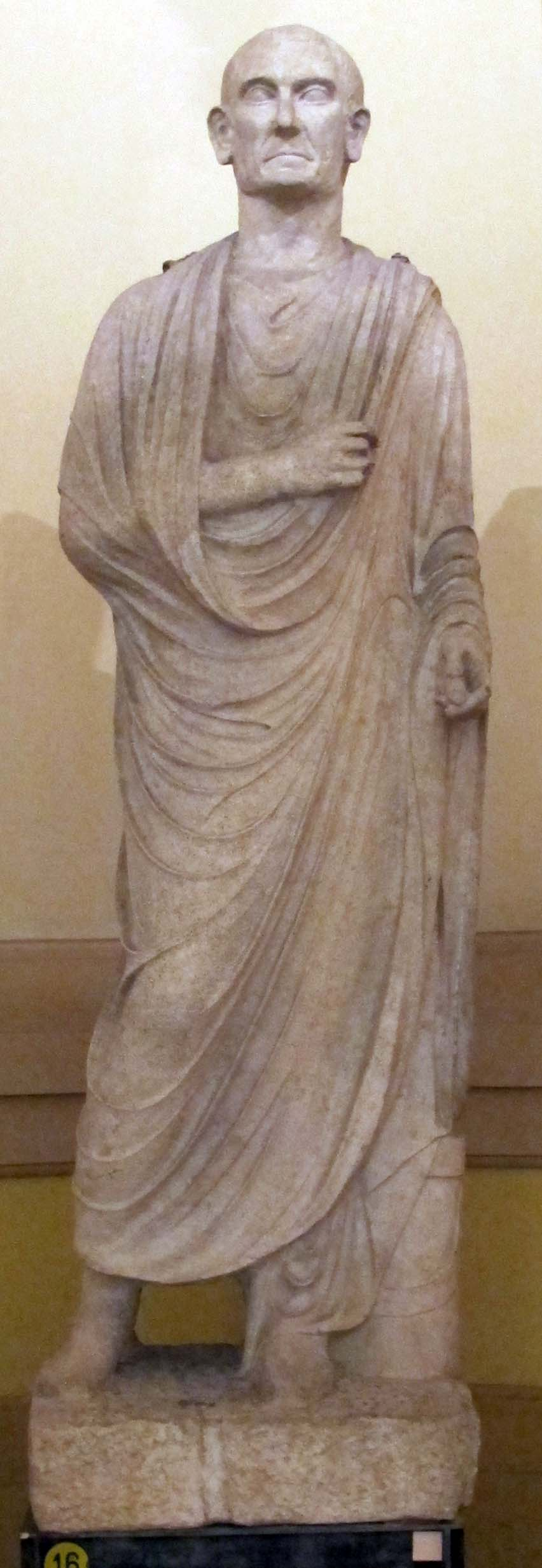
Il "togato di Maccaretolo"

Fu abitato anticamente, già prima dell'anno 1000 era una contrada. Anche qui sono stati rinvenuti reperti di età romana: la statua di un uomo togato, al naturale, antico monumento sepolcrale che ora si trova al Museo Civico Archeologico di Bologna; nel 1756 un pozzo sacrificale con iscrizione latina.
La chiesa di Sant'Andrea, trecentesca, fu rifatta nel 1818; il quadro sull'altare maggiore, raffigurante il martirio di S. Andrea, è del Guardassoni.
Nella località detta Tombe sorgeva un palazzo degli imperatori Antonini sui cui resti, nel 1490, Giovanni II Bentivoglio fece costruire un grande palazzo. Questo edificio sorse come dimora per partite di caccia in valle: un disegno del 1578 mostra il vasto edificio merlato circondato da una fossa con rivellino e ponte levatoio e vigilato da una torre. Demolito nel corso del XVII-XVIII secolo, come pure la chiesetta di San Giovanni, tuttavia il palazzo, pur decaduto e manomesso, conserva ugualmente all'esterno le caratteristiche fondamentali originarie: nel sottotetto sono ancora percepibili modeste tracce di decorazioni pittoriche di età bentivogliesca; è ben visibile lo stemma "inquadrato" Bentivoglio-Sforza. Il palazzo fece parte del napoleonico ducato di Galliera. Pervenne poi al principe Antonio Filippo D'Orleans, da questi ai Torlonia, dai quali è passato per acquisto agli attuali proprietari.
Nei pressi della Strada Provinciale n. 4 "Galliera" è presente Palazzo Bolognetti, una bella e sobria costruzione del XIX secolo e la ricostruita chiesa di S. Agnese (1818).